# مدريد

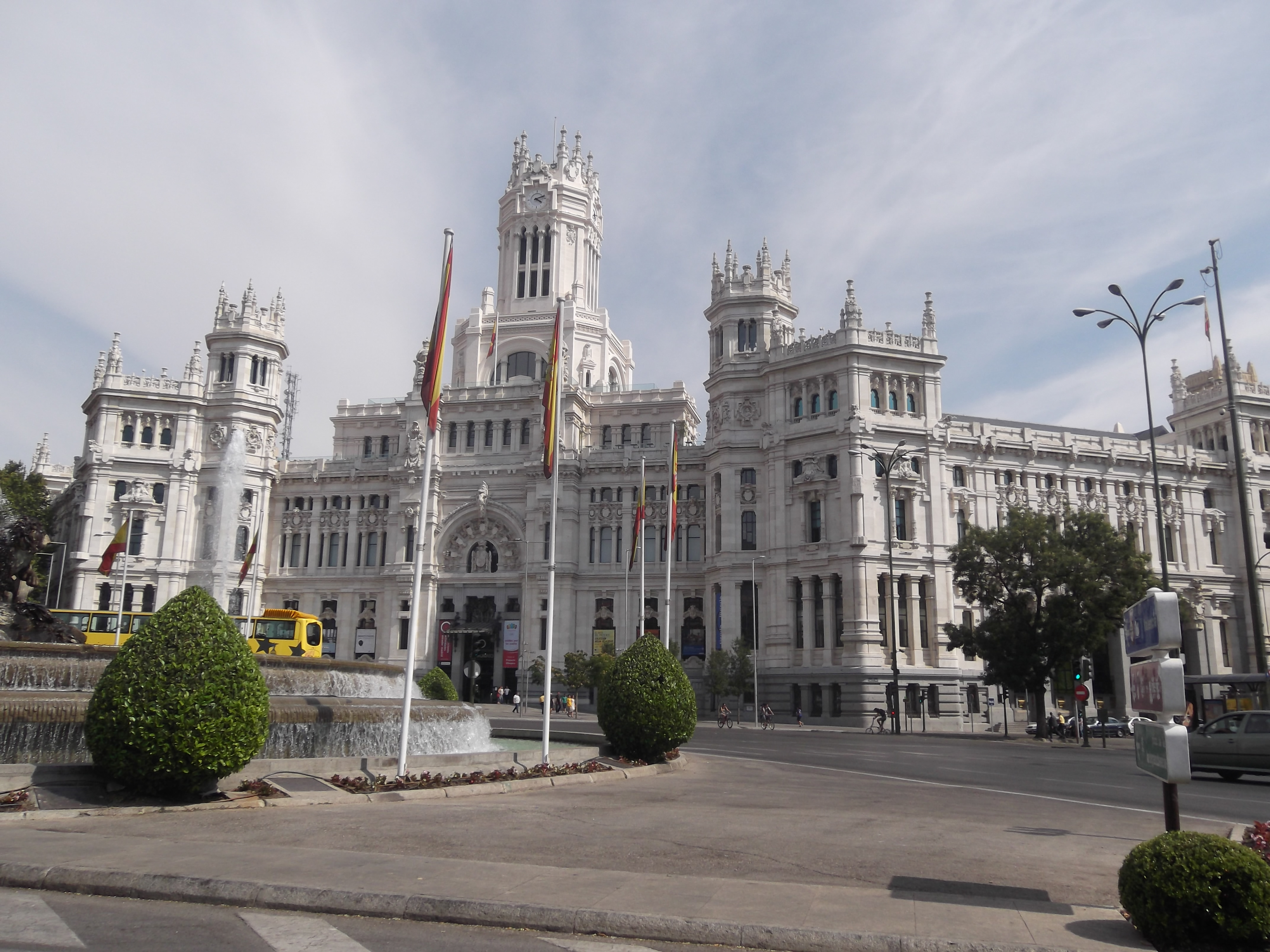
قصر الاتصالات، مدريد.

مدريد (بالإسبانية: Madrid) وكانت تُعرف أيضاً بمسمى مجريط، هي عاصمة مملكة إسبانيا وأكبر مدنها يبلغ عدد السكان 3.2 مليون نسمة (يناير 2011)، ويصل تعداد السكان مع الضواحي إلى 6.54 مليون نسمة. تبلغ مساحة المدينة 607 كيلومتر مربع (234 ميل مربع).
وتقع المدينة على ضفاف نهر مانثاناريس في وسط إسبانيا، تعد مدريد ثاني أكبر مدن الاتحاد الأوروبي بعد برلين. بها مقر الحكومة الإسبانية والعائلة المالكة وأهم شركات البلاد و6 جامعات حكومية والعديد من المعاهد العليا. تعتبر مدريد أحد أهم مدن أوروبا إستراتيجياً وثقافياً واقتصادياً. وهي رابع أكبر مدينة من حيث عدد السياح في أوروبا والأولى في إسبانيا وبلغ إجمالي عدد السياح الذين استضافتهم المدينة ما يقارب من سبع ملايين سائح في 2006. وهي مقر المنظمة العالمية للسياحة الدولية ومعرض السياحة (FITUR).
كما تضم المدينة متحف ديل برادو ونادي ريال مدريد ونادي أتلتيكو مدريد لكرة القدم الشهيرين، بالإضافة إلى مقر الحكومة، والبرلمان الإسباني، والوزارات، والمؤسسات والوكالات، وكم أن المقر الرسمي لإقامة ملوك إسبانيا. وعمدة المدينة آنا بوتييا من حزب يمين الوسط حزب الشعب في منصبه من 2011.
وبسبب الناتج الاقتصادى، ومستوى المعيشة، وحجم السوق، تعتبر مدريد مركزاً مالياً كبيراً في شبه الجزيرة الأيبيرية، كما تتواجد بها المقرات الرئيسية للغالبية العظمى لأكبر الشركات الإسبانية، إضافي إلى أن مدريد هي المقر الرئيسي لثلاتة الشركات من أكبر 100 شركة في العالم (تليفونيكا، ريبسول - YPF، انديسا).
تمتلك مدريد بنية تحتية حديثة، وقد حافظت على شكل ومظهر كثير من الأحياء والشوارع التاريخية. تشمل معالم مدريد الضخمة قصر مدريد الملكي وتياترو ريال مدريد (المسرح الملكي) 1850 دار الأوبرا وحديقة بوين ريتيرو - التي أسست في عام 1631 - والمكتبة الوطنية- التي أسست في عام 1712 - وفيها مجموعة من المحفوظات التاريخية في إسبانيا. وثلاث متاحف للفنون: متحف برادو، الذي يحوي واحدة من أجمل المجموعات الفنية في العالم، والمتحف الوطني للتجارة مركز الملكة صوفيا، ومتحف الفن الحديث - مدريد، ومتحف تايسن-بورنميسزا.
تتواجد مدريد في قلب إسبانيا في منطقة قشتالة التاريخية وتقع سلسلة جبال سييرا دي غواداراما في شمال غرب المدينة، ويصل ارتفاع جبال سييرا دي غواداراما إلى 2.429 متر فوق مستوى سطح البحر في قمة بينيالارا. ومن الشرق وادى إيناريس، الذي تمر به طرق برية وسكك حديد تربط مدريد بسرقسطة و‌برشلونة. وعلى بعد 50 كم تقريباً جنوب مدريد توجد العاصمة القديمة لمملكة قشتالة والمدينة الأم لمدريد هي مدينة طليطلة.

## أصل التسمية
توجد عدة نظريات تفسر أصل اسم «مدريد». وبحسب الأسطورة، فإن من أسس مدريد هو أوكنو بييانور Ocno Bianor ابن الملك تيرينيوس Tyrrhenius من توسكاني، ومانتوفا وكان اسم المدينة ميترأخيرتا "Metragirta" أو «مانتوا».
ويرجح البعض أن اسم المدينة الأصلي أورساريا "Ursaria" («أرض الدببة» باللاتينية)، لارتفاع عدد الدببة في الغابات المجاورة، التي مع شجرة التوت (بالإسبانية: madroño، مادرونيو)، رمز للمدينة من القرون الوسطى.
المعروف حالياً أن أصل اسم مدريد أتى من القرن الثاني قبل الميلاد، وبنيت في الإمبراطورية الرومانية لمستوطنة على ضفاف نهر مانزاناريس. اسم القرية الأولى كان ماتريس "Matrice" على اسم النهر. وبعد الغزوات من السويفيس والفاندال الجرمان، والألانس خلال القرن الخامس الميلادي، لم تستطع الإمبراطورية الرومانية أن تدافع عن أراضيها في شبه الجزيرة الأيبيرية، وبالتالي سيطر عليها الجوث الغربيين.
كانت النظرية الأكثر انتشارًا حتى وقت قريب هي نظرية المستعرب خايمي أوليفر آسين، الذي ذكر في عام 1959 أن Maŷriţ أو Maǧrīţ (ŷ و ǧ طريقتان لتمثيل الصوت نفسه)، مشتقة من maǧra، والتي تعني المجرى بالعربية والذي أضيفت له اللاحقة الرومانسية -it، من اللاتينية -etum والتي تشير إلى الوفرة حيث كانت الكلمات الهجينة من العربية والرومانسية شائعة في الأندلس. في البداية، أكد أوليفر أسين أن الاسم الحالي لمدريد لا يأتي من Maǧr ولكن من الرومانسية Mozarabic ، Matrice ، تنطق Matrich بمعنى مصفوفة أو منبع. إن اسمي المكان، بالعربية والرومانسية، وفقًا لفرضية أوليفر الأولية، يتعايشان في الوقت المناسب وكانا يستخدمهما مجموعتان من السكان، مسلمون ومسيحيون، والذين يعيشون على التوالي في التلال الحالية في المدينة ولاس فيستيلاس، يفصل بينهما جدول يجري بجانب شارع سيغوفيا الحالي. ذهب أوليفر إلى أبعد من ذلك، مشيرًا إلى أن التسمية الشعبية «لوس مادريليس» تأتي من هاتين المجموعتين، بصيغة الجمع، التي تُعطى للمدينة. ومع ذلك، بعد ذلك بوقت قصير، انحرف أوليفر عن نظرية الاسم المزدوج وذكر ببساطة أن اسم مدريد يأتي من اللغة العربية Maǧrīţ.
كما هناك آراء تنسب الاسم إلى بني مجريط وهي قبيلة أمازيغية كانت تستوطن المدينة، وقد أكد الباحث محمد الفاسي على هذه النظرية.
اسم مدريد الحديث «مدريد» تطور من المزاربي ماتريت "Matrit".

## التاريخ
تعتبر مدريد مقارنة مع العواصم الأوروبية الأخرى مدينة حديثة العهد، حيث يرجع تاريخ تأسيسها إلى ما بين 852 و886 حين أمر محمد الأول أمير قرطبة ببناء قصر صغير يقع في مكان القصر الملكي الحالي في مدريد، وهذا هو أول سجل تاريخي عن وجود استقرار في مدريد تاريخه من الفترة الإسلامية. وكان قد أسّسه لغرض جعلها نقطة انطلاق لشن غارات ضد الممالك المسيحية في الشمال.
وسُميت المنطقة المحيطة بـ «مجريط» أي المجاري أو منبع المياه. كان المكان مسكون من قبل المسلمين وقلة من اليهود والمسيحين وخلال هذه الفترة ظهر اختلاط بين اثنين من أسامى الأماكن متشابهه جداً: أوروبية، matrice، بمعنى 'مصدر'، وغيرها من العربي، Majrà، بمعنى 'قناة' أو من النهر. وكلا الاسمين يشير لوفرة الجداول والمياه الجوفية في الموقع.
ولد في مدريد في القرن العاشر أبو القاسم مسلمة بن أحمد المجريطي الذي استحق لقب «إقليدس الأندلسي»، مؤسس علم الفلك والرياضيات في مدرسة قرطبة.
نقل برلمان الدولة الإسبانية في عام 1561 ولاحقا مقر إقامة الملك في عام 1588 من مدينة طليطلة إلى مدريد من قبل فيليب الثاني. اعتبرت مدريد بعد ذلك عاصمة إسبانيا وبدأت بالنمو والصعود لتأخذ مكانتها كأهم مدينة في البلاد. بين عامي 1701 و1713 نشبت حروب الخلافة الإسبانية، التي تنازعت فيها عدة أطراف أوروبية على أحقية حكم إسبانيا بعد موت ملك إسبانيا تشارلز الثاني. سيطر بموجبها الإنجليز والبرتغاليون على المدينة في عام 1706. كما سيطر الفرنسيين على مدريد بين عامي 1808 و1813، حين أعلن وقتها جوزيف أخو نابليون بونابرت ملكا على إسبانيا. قام الفرنسيون بهدم عدد من الكنائس وحتى أحياء كاملة من مدريد لفرض سلطتهم ولإيجاد مكان لمنشئاتهم. ثار أهل مدريد في 2 مايو 1808 ضد المحتل ولحقها بعد ذلك معظم المدن الإسبانية الكبيرة. تعطل المحال والدوائر الرسمية الآن في مدريد في هذا اليوم احتفالا بذكرى هذه الثورة.
بين عامي 1833 و1876 نشبت الحروب القشتالية وساهم وباء للكوليرا بالقضاء على الكثير من سكان مدريد في نفس الفترة. أعلنت أول جمهورية في البلاد في المدينة عام 1873 من قبل الديكتاتور إيميليو كاستيلار ولاحقا في عام 1923 من قبل الجنرال [ميغيل بريمو دي ريفيرا. أعلنت الجمهورية الثانية في مدريد في 14 أبريل 1931. اندلعت الحرب الأهلية الإسبانية بين 1936 و1939 وكانت مدريد فيها تحت سيطرة الجمهوريين حتى 28 مارس 1939. ساهمت الطائرات الحربية الألمانية والإيطالية بقصفها بشكل واسع أثناء الحرب، حيث كان هذان البلدان يدعمان القوميين بقيادة الجنرال فرانكو ضد الجمهوريين. تمكن فرانكو من فرض سيطرته على المدينة وعلى البلاد ودام حكمه حتى 1975 وشهدت مدريد في هذه الفترة نمواً كبيراً. قام العمال والطلاب بتنظيم سلسلة من الإضرابات في آواخر الستينات وآوائل السبعينات.
رتب فرانكو الأمور بعد موته لعودة الحياة الديمقراطية ولتنصيب الملك خوان كارلس الأول على عرش البلاد، وفعلا تم ذلك في 1975 عند مات فرانكو. نظم بعض الضباط العسكريين انقلاب عسكري يدعى (23-ف) في 23 فبراير 1981 مما هدد عملية إعادة الديمقراطية للنظام السياسي الإسباني ولكن سرعان ما فشل الانقلاب وأعيدت الأمور إلى مجراها. أعلنت مدريد عام 1992 كعاصمة ثقافية لأوروبا.

### ما قبل التاريخ
تشير بعض الدراسات أن موقع مدريد قد استوطن عدة مرات خلال عصور ما قبل التاريخ،  وتتواجد أدلة على وجود مستوطنات بشرية على مدرجات النهر والخنادق المائية وجدران مدريد الأخيرة ما قبل التاريخ في موقع مدريد الحالية.

### الرومان والجوث

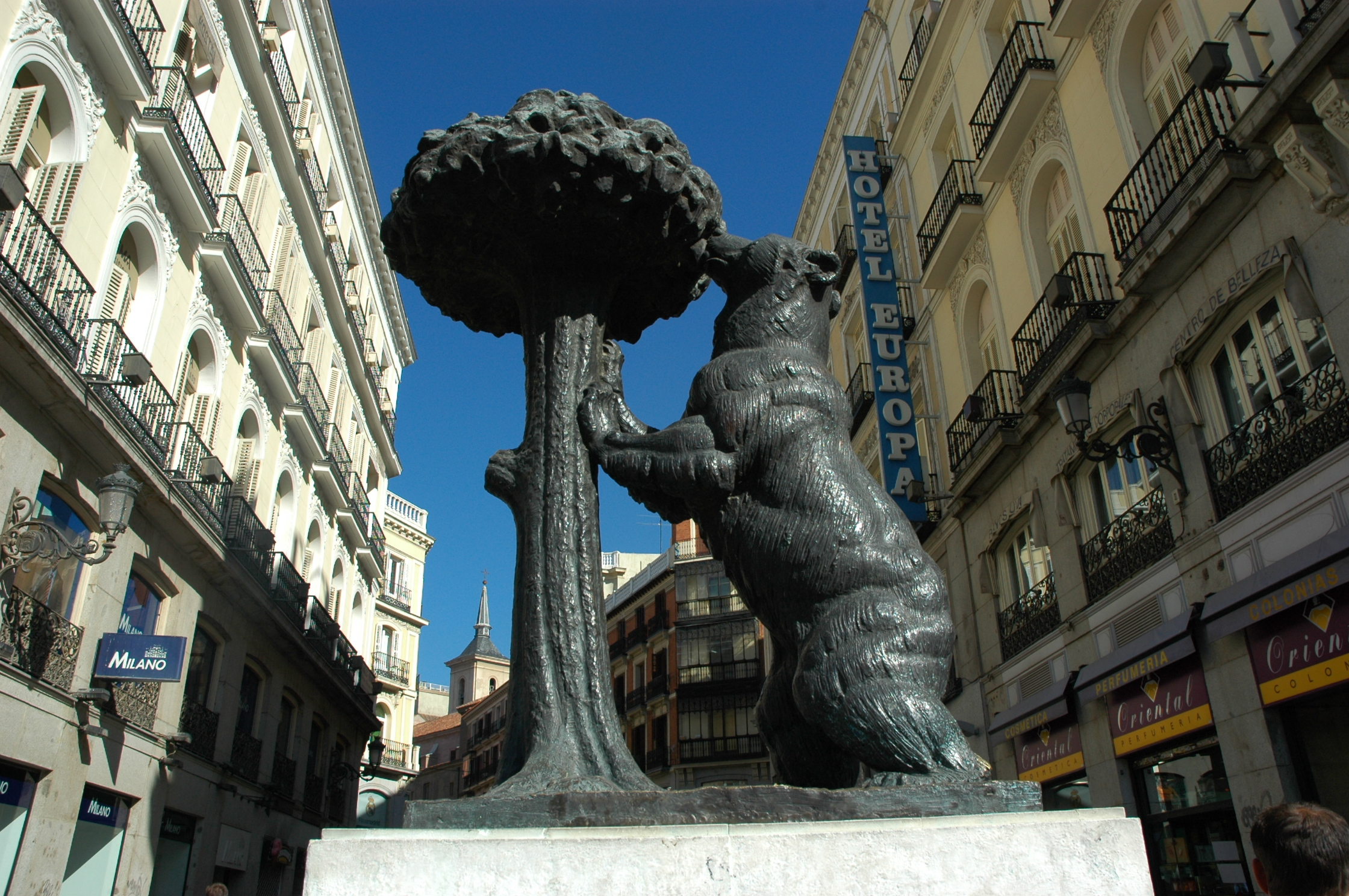
مجسم لشعار مدريد في بويرتا ديل سول

الغزو والاستعمار الروماني لشبه الجزيرة الأيبيرية أخد نحو مئتي سنة من الحرب البونية الثانية لسنة 27 قبل الميلاد وبعد ذلك خلال فترة الحكم الروماني قسّم الرومان شمال الإقليم لثلاث محافظات ومنطقة مدريد حالياً كانت في محافظة تاراكونينسي (Tarraconense).
ويحتمل أن منطقة مدريد في فترة الحكم الروماني لم يزد عن كونه منطقة ريفية، تستفيد من وجود الثروات الطبيعية وعبور الطرق، وتتواجد أدلة تبين آثار استيطان حضري موجود في منطقة سيغوفيا ستريت وضفاف المانثاناريس.
واكتشف قرب كنيسة فيسقوثيك Visigothic القديمة قريب كنيسة سانتا ماريا دي لالمودينا، أدلة وجود استقرار للسكان في مدريد موجود من مقبرتين في المستعمرة الفيسقوثية السابقة.

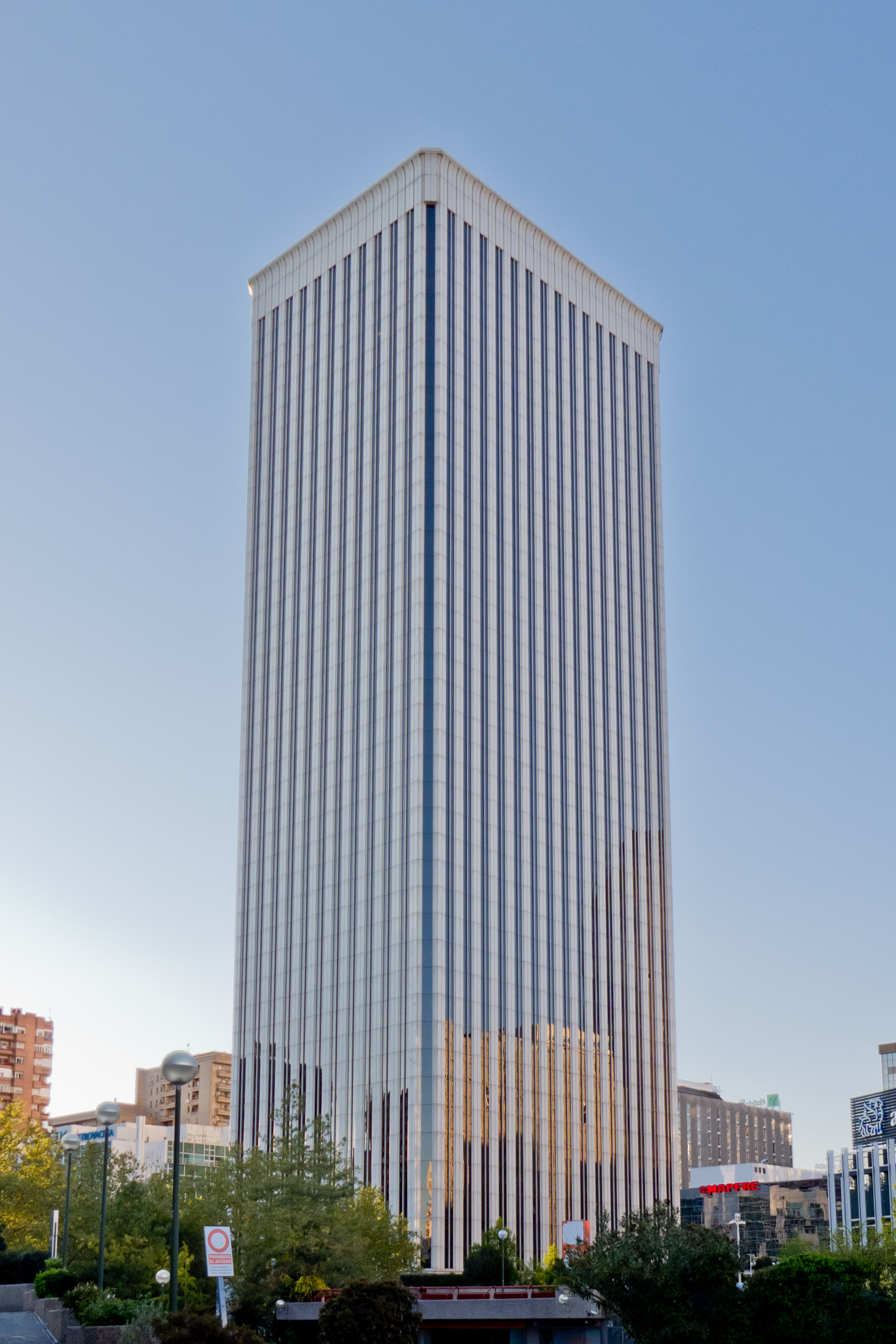
برج بيكاسو

### العصور الوسطى
سيطر على المدينة لاحقاً الملك ألفونسو الرابع ملك قشتالة في 1085 أثناء زحفه إلى طليطلة وتم ترحيل العديد من سكان المنطقة المسلمين واليهود منها وتحويل مسجدها إلى كنيسة. حوصرت المدينة مجددا في عام 1109 من قبل قوات المرابطين بقيادة علي بن يوسف بن تاشفين إلا أنهم فشلوا في الاستيلاء عليها.
أخذت مدريد لقب مدينة سنة 1123، وفي فترة القرن الثاني عشر استمرت هجمات المسلمين على مدريد،
```
وأسوار المدينة التي بناها المسلمون ما زالت قائمة حتى الآن. وقد انعقد «كورتيس دي كاستيليا» (Cortes de Castilla) أو برلمان كاستيا تحت رئاسة الملك 
فرديناند الرابع
 فيها في عام 
1309
.
```

في 1329 اجتمع الكورتيس دى كاستييا، أول جمعية وطنية (برلمان)، في مدريد لتقديم المشورة لفرناندو الرابع. مع إنشاء البرلمان في مدريد، بدأت المدينة في النمو بصورة سريعة بسبب البيروقراطية، وأعضاء الكورتيس، وكان وجود الحكومة والكورتيس في مدريد ضروري للناس لتنظيم شؤون معيشتهم.اليهود والعرب المغاربة كانوا إلى هذا الوقت يعيشون في المدينة وفي مناطقهم، التي تعرف حتى الآن باسم موريريا "Moreria"، لغاية إخراجهم منها في أواخر القرن الخامس عشر.
بعد متاعب كبيرة، انريكى الثالث ملك قشتالة (1379-1406) بنى المدينة مرة أخرى، وفرض نفسه في أمان خارج الأسوار المحصنة في ايل باردو. الدخول الكبير لفرناندو وإيزابيل لمدريد بشر بنهاية الصراع بين قشتالة وأراغون.

### عصر النهضة
وحد الملوك الكاتوليك (الملكة إيزابيل ملكة كاستيا والملك فرناندو الثاني ملك أراجون) مملكة قشتالة وعاصمتها في طليطلة، وتاج أراجون، وعاصمته في سرقسطة، في مملكة إسبانيا الحديثة. وبالرغم من إن حفيدهم كارلوس الأول كان يفضل إشبيلية، إلا إن الذي نقل الحكم لمدريد هو فيلبي الثاني (1527-1598) ابن كارلوس الأول سنة 1561 م لكي تبقى العاصمة بعيدة عن الحدود. لكن إشبيلية بقيت مسيطرة على التجارة مع مستعمرات إسبانيا، وكانت مدريد مسيطرة على إشبيلية.

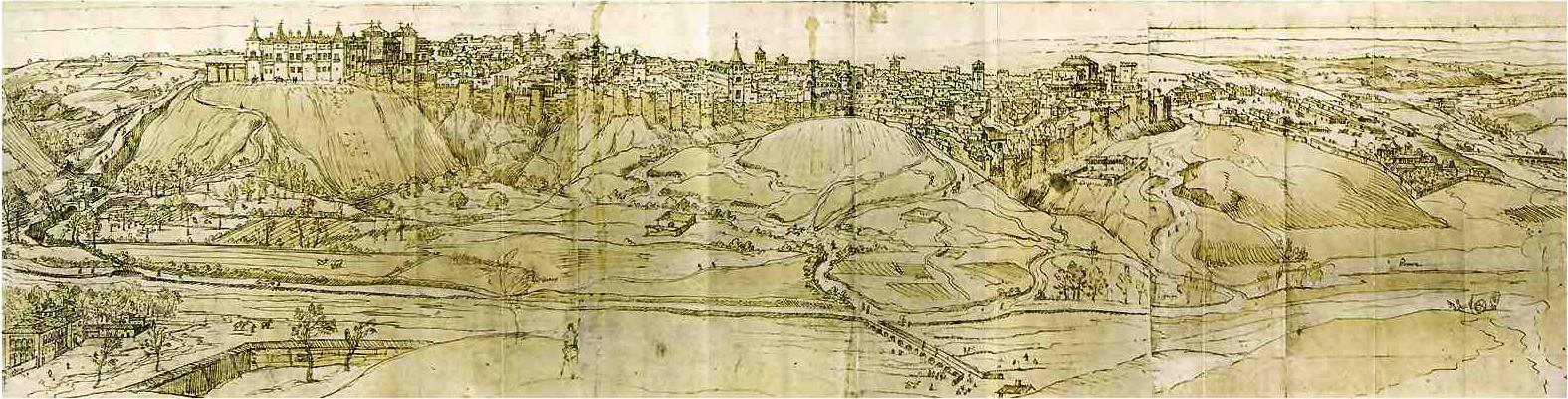
مدريد سنة 1562 م

بقيت مدريد مركز لثروات إسبانيا بصرف النظر عن فترة قصيرة، 1601-1606 م، التي نقل فيها ملك إسباني فيليبي الثالث مقر الحكم لفايادوليد. وخلال القرن الذهبي لإسبانيا في القرن السادس عشر والقرن السابع عشر أصبحت مدريد مشابهة للعواصم الأوروبية، سكان المدينة كانوا يعتمدون اقتصادياً على أعمال العاصمة نفسها.
هدم فيليبي الرابع ملك إسبانيا سور المدينة سنة 1625 م، وتجاوز السور القديم لأسباب ضريبية (ضريبة Portazgo) للحد من نمو المدينة حتى القرن التاسع عشر.
طور فيليبى الخامس ملك إسبانيا مدريد لتضاهي مثيلاتها من العواصم الأوروبية وتطويرها وتم بناء القصور الجديدة بما فيها قصر مدريد الملكي (بالاسيو ريال مدريد الإسباني) خلال فترة حكمه.

### القرن التاسع عشر

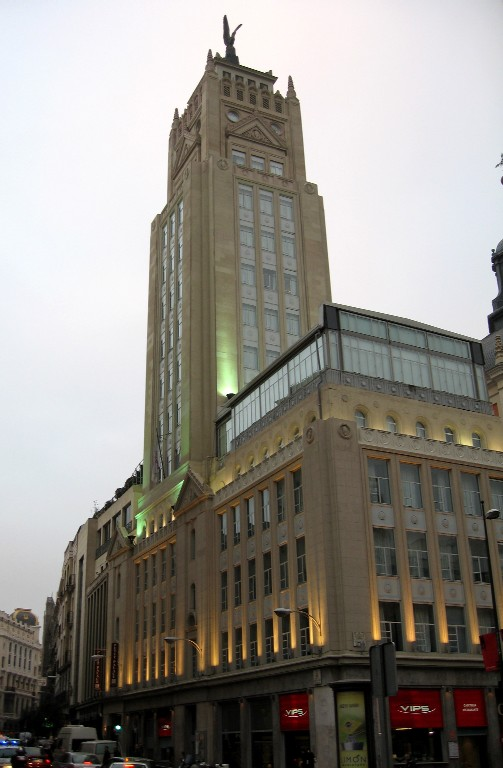
مقر تيليفونيكا.

تمرد شعب مدريد ضد القوات الفرنسية يوم 2 مايو 1808 م بداية حرب الاستقلال الإسبانية. وعمل الملك خوسيه بونابرتي (جوزيف بونابرت) إصلاحات في العاصمة مع تكرار أوامره لهدم أديرة الراهبات بهدف بناء الميادين حتى أطلقوا عليه اسم بيبي صاحب الميادين Pepe Plazuelas.
خلال القرن التاسع عشر، استمر ازدياد سكان مدريد مع تغير جذري في نظام الملكية، بالإضافة لأن أسعار المباني كانت معقولة فكان من السهل جمع الأموال، لصالح الفن والمؤسسات الثقافية مثل متحف ديل برادو الذي أنشئ في عهد فرناندو السابع ليبقى مبنى وزارة للعلوم والمكتبة الوطنية. كما أقام الجامعة المركزية في مدريد، والتي احتفظت باسم كومبلوتنسا واتنقل الطلبة مع هيئة التدريس من جامعة ألكالا قرب العاصمة.
وقد عمل نظام حديث لإمدادات المياه (قناة إيزابيل الثانية)، واستئنفت رحلات القطار من محطة أتوتشا وأصبحت مدريد مركز لشبكة الاتصالات اللاسلكية. في أواخر القرن التاسع عشر، عجزت إيزابيل الثانية ملكة إسبانيا بإن تتحكم في التوتر السياسي وقامت على أثر ذلك الجمهورية الإسبانية الأولى. وبعد عودة النظام الملكى لمدريد، جائت الجمهورية الإسبانية الثانية، التي سبقت الحرب الاهلية الأسبانية.

### بعد استعادة الملكية
في أواخر القرن التاسع عشر تغيرت مدريد، ففي أول 30 سنة من القرن العشرين، بلغ عدد السكان ما يقرب من مليون شخص الضواحى الجديدة ساعدت على اتساع المدينة. أرتورو سوريا انجز تخطيط مدريد وتم تكريمه، والشارع الرئيسي في حي سويداذ لينيال اسمه شارع أرتورو سوريا.
كما افتتح طريق غران فيا وافتتح مترو انفاق مدريد سنة 1919.
في عهد الملك ألفونسو الثالث عشر، قدم الأرض الحقيقية، شمال غرب القصر الملكي، لتأسيس مدينة الجامعة.

### الجمهورية الثانية والحرب الأهلية
شكلت الانتخابات البلدية التي جرت يوم 12 أبريل 1931 انتصار كبير للجمهوريين في مدريد، 69.2% من الأصوات (+88758 صوت) مقابل 33٬939 لاتحاد الملكيين  والتي ترجمت إلى 15 مستشارًا اشتراكيًا و 15 مستشارًا جمهوريًا مقابل 20 مستشارًا ملكيًا. وانتخب بيدرو ريكو من الحزب الجمهوري الاتحادى عمدة لبلدية مدريد. فوز الجمهوريين في مدريد وغالبية العواصم الإقليمية كان يعني التحلل من العهد الملكى ومجيء الجمهورية الإسبانية الثانية، وبعد ذلك تولت لجنة من الجمهوريين السلطة في 14 يونيو، وأعلنت الجمهورية من مكتب البريد الملكي أمام حشد متحمس في بويرتا ديل سول مقر وزارة الداخلية. صدر دستور الجمهورية في 1931، وهو أول من سمى مدريد عاصمة الدولة الرسمية. ومن بين الإجراءات الأولى التي اتخذتها الحكومة الجديدة هو افتتاح حدائق كازا دي كامبو لأهالي مدريد، ومنذ ذلك الحين بدأ فتح العقار والممتلكات الملكية على الجمهور في الأول من مايو 1931 في حفل دولي ضخم.
اندلعت الحرب الأهلية الإسبانية في مليلية بعد ظهر يوم الجمعة 17 يوليو، وعلمت بها مدريد في الساعات التالية. وعادت الحياة في المدينة إلى طبيعتها بعد يومين 18-19 يوليو من تمرد السيئ التخطيط في مدريد اندلع في ثكنة مونتانا وثكنات كارابانشيل. وسحق التمرد بمساعدة العناصر الموالية للجيش وقوات الأمن المليشيات الشعبية (المنظمة منذ نهاية عام 1934 من قبل الحزب الشيوعي الإسباني تحت اسم ميليشيات العمال المسلحين والفلاحين) التي أذنت الحكومة بتسليم الأسلحة إليهم. منذ تلك اللحظة بدأ القمع العشوائي ليس فقط ضد أولئك الذين شاركوا في التمرد، ولكن أيضًا ضد الذين لم يشاركوا الأفكار السياسية للجبهة الشعبية، واعتبروا أن النظام ساخط عليهم. ظهرت العديد من مراكز الاستجواب والاحتجاز والتعذيب، والتي تقتل المعتقلين خارج المعتقل، ثم يعثر على جثثهم فيما بعد في المناطق المحيطة بالمدينة. كان هناك العديد من قوائم بأسماء الأشخاص الذين يجب تصفيتهم ومن بينهم سجناء ومحتجزين. وظهرت مذابح مذبحة باراكويوس وتوريخون دي أردوز في نوفمبر / ديسمبر 1936، حيث كانت أعداد الضحايا الأكثر واقعية هي 2000-3000 ضحية. كما تم الاستيلاء على عدد لا يحصى من المنازل الخاصة، وكان المصير نفسه لمقاعد الأحزاب السياسية اليمينية. وتم الاعتداء على الكنائس وحرقها، وكانت الخسائر الفنية والثقافية لا يمكن تعويضها، وبموجب مرسوم حكومي رسمي في أغسطس 1936 أغلقت جميع الكنائس في المناطق الخاضعة لسيطرة الجمهورية وبالتالي أغلقت كنائس مدريد.
تمكنت مليشيات المقاومة التي تم دمجها بالجيش الجمهوري الإسباني سنة 1937 تحت قيادة مجلس دفاع مدريد من وقف هجوم الجيش المتمرد خلال معركة مدريد في الأحياء الغربية من المدينة، خاصة في محيط حي أرغوياس والمدينة الجامعية، حتى استقرت الجبهة. وقد تدمر جراء المعركة مباني الجامعة نفسها، بالإضافة إلى مواقع قيمة مثل قصر مونكاوا الملكي.
لم تتعرض المدينة لهجوم بري آخر خلال الحرب، لكنها حوصرت بنيران المدفعية والقصف الجوي، وهو الأول في تاريخ العاصمة، وفي صورة مشابهة من التي عانت بها المدن الأوروبية الأخرى خلال الحرب العالمية الثانية. ودعم قصف طيران المتمردين امكانيات وأجهزة من ألمانيا النازية وإيطاليا الفاشية، وخلال أربعة أشهر من 7 نوفمبر 1936 إلى 9 مارس 1937 تسبب القصف في: 1490 قتيل و3502 جريحًا واختفاء 430 شخص. عدا الأضرار التي أصابت المباني الرمزية من 14 إلى 17 نوفمبر 1936، مثل متحف برادو ومتحف الفن الحديث ومعهد كاجال ومتحف إسبانيا الوطني للآثار وقصر ليريا. وقد استخدم الطيران أيضًا لإثارة الرعب بين الناس.
رفعت مقاومة مدريد شعار «لن يمروا!» من قبيل الدعاية لصالح القضية الجمهورية، وتعرضت للاستهزاء مع نهاية الحرب، مع أغنية سيليا غاميز «¡لقد مرت بالفعل!»، لكن الوضع اجبر المؤسسات والحكومة بالإضافة إلى السكان المدنيين على النزوح نحو مناطق الداخلية والشرقية. كانت نهاية الحرب فوضوية وخصوصا في مدريد، مع المواجهة العنيفة بين الوحدات المسلحة للحزب الشيوعي وتلك الموالية لمجلس دفاع مدريد بقيادة الجنرال مياخا، والعقيد سيجسموندو كاسادو والاشتراكي خوليان بيستيرو. وتسببت الاشتباكات المسلحة في شوارع المدينة في سقوط العديد من الضحايا وأدت إلى عمليات انتقامية وقتل متبادل بين الجانبين. في اليومين الأخيرين من مارس والأول من أبريل 1939، دخلت القوات الوطنية المدينة، حيث رحبت بها مظاهرات الفرح العارمة للسكان.
وبعد انتهاء الحرب في 1 أبريل 1939 عانت مدريد من قمع نظام فرانكو. في يوليو من ذلك العام، كتب الكونت غالياتسو تشانو وزير خارجية إيطاليا الفاشية في مذكراته أنه كان يجري إعدام مابين 200 و 250 شخص يوميا.

### فرانكو
أصبحت منطقة جنوب مدريد خلال فترة حكم فرانسيسكو فرانكو لاسيما فترة الستينيات منطقة صناعية جداً، وحدثت هجرات جماعية من مناطق إسبانيا الريفية إلى المدينة.
وبقيت منطقة جنوب شرق مدريد مكان لسكن الطبقة العاملة اللى كانت قاعدة للنشاط الثقافي والإصلاح السياسي.

### الديموقراطية
بعد وفاة فرانكو، قبلت الديمقراطية الناشئة (بما فيها جناح اليسار الجمهوري) الملك خوان كارلوس الأول ولي العهد للأسرة التاريخية خليفة لفرانكو بهدف ضمان الاستقرار والديمقراطية. وأدى هذا لبقاء الوضع الحالى لملكية دستورية ورأسمالية اقتصادية في إسبانيا.
الاستفادة من زيادة الرخاء في الثمانينات والتسعينات، عزز موقف عاصمة إسبانيا الاقتصادي والثقافي والصناعي والتعليمي والتكنولوجي على مستوى القارة الأوروبية.

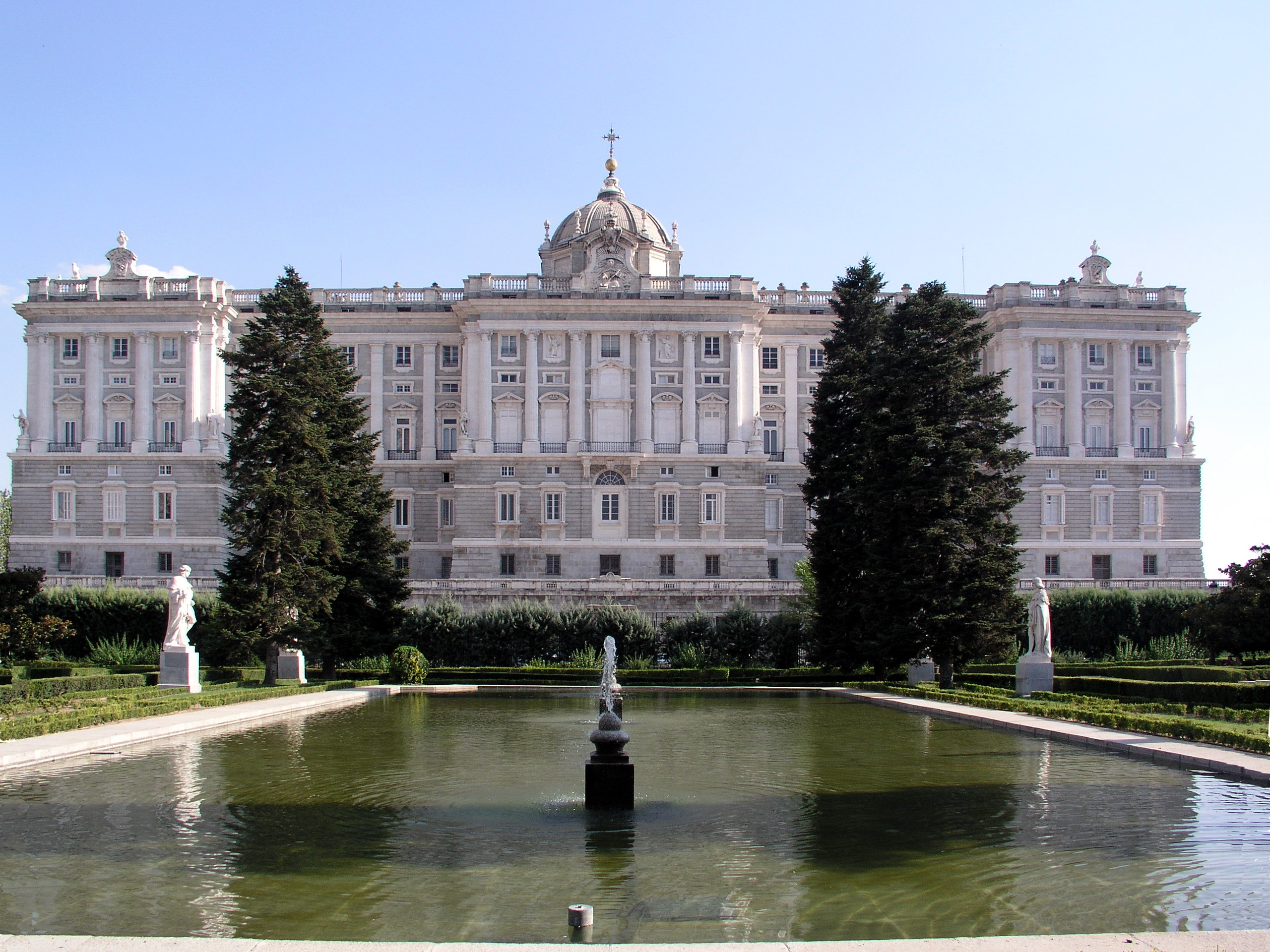
قصر مدريد الملكي

## التضاريس والمناخ
متوسط ارتفاع مدريد عن سطح البحر 667 متر. مناخ منطقة مدريد معتدل مناخ البحر المتوسط مع برودة الشتاء، بسبب الارتفاع، بما فيها تساقط الثلوج ودرجات الحرارة عادة أقل من 0 درجة مئوية (32 °F). الصيف يميل أنه يكو حر مع درجات حرارة تفوق 30 درجة مئوية (86 °F) في يوليو وتصل أحياناً ل 40 درجة مئوية (104 °F).
مستويات الأمطار متدنية، لكن هطول الأمطار ممكن طول السنة. الصيف والشتاء أكثر المواسم في الجفاف، ومعظم هطول الأمطار في الخريف والربيع.
سلسلة جبال سييرا دى غواداراما موجودة في الشمال الغربي من المدينة، جبال سييرا دي غواداراما يصل علوها إلى 2.429 متر فوق سطح الأرض في قمة بينيالارا. من الشرق وادى إيناريس، اللى يمر فيه طرق برية وسكك حديد تربط مدريد بسرقسطة وبرشلونة. على بعد 50 كم تقريبا جنوب مدريد، تتواجد العاصمة القديمة لمملكة قشتالة والمدينة الأم لمدريد مدينة طليطلة.

## إمدادات المياه

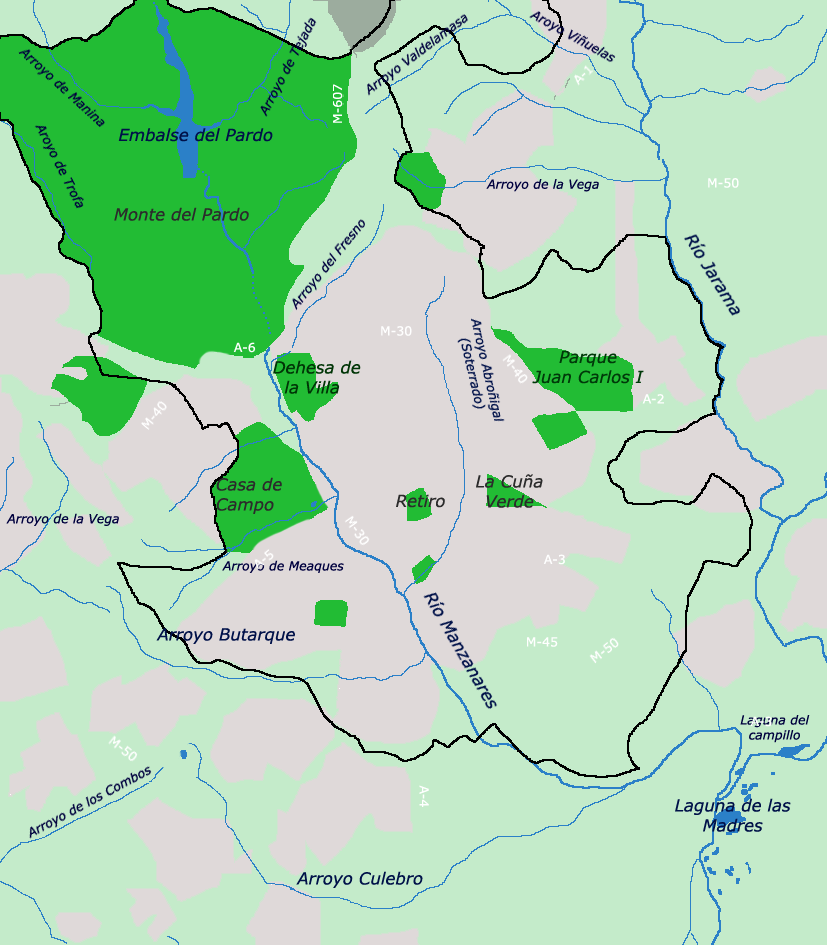
خريطة المجارى المائية في مدينة مدريد وضواحيها.

نهر مدريد الرئيسي نهر مانثاناريس طوله 92 كيلومتر يخترق منطقة مونتي دي إيل باردو وخزان بنفس الاسم. إضافة لنهر مانثاناريس، تتواجد أنهار صغيرة في مدينة مدريد وضواحيها.
مدريد تستمد يقارب من 50% من إمدادات المياه من السدود والخزانات المبنية على نهر لوزويا، مثل سد اتازار الذي بني ما بين سنة 1968 وسنة 1972.

## المناطق
تنقسم مدريد إدارياً إلى 21 محافظة إدارية، مقسمة بدورها لاجنحة. ال 21 محافظة تنقسم ل 128 جناح (باريوس). التقسيم الإداري لمدريد يرجع تاريخه لعام 1988.

## العمارة

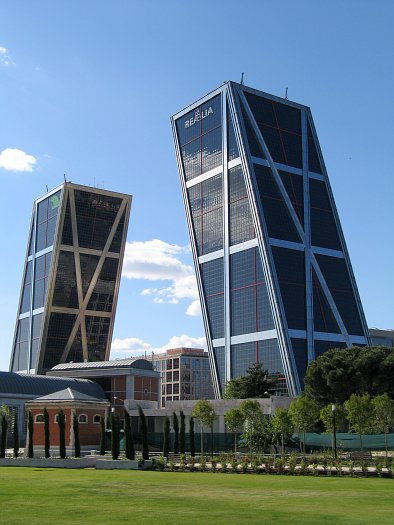
بويرتا دي أوروبا
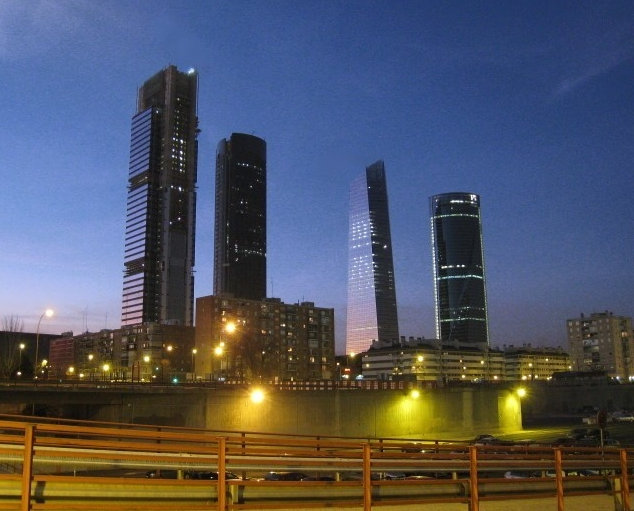
كواترو توريس، (فبراير 2008)
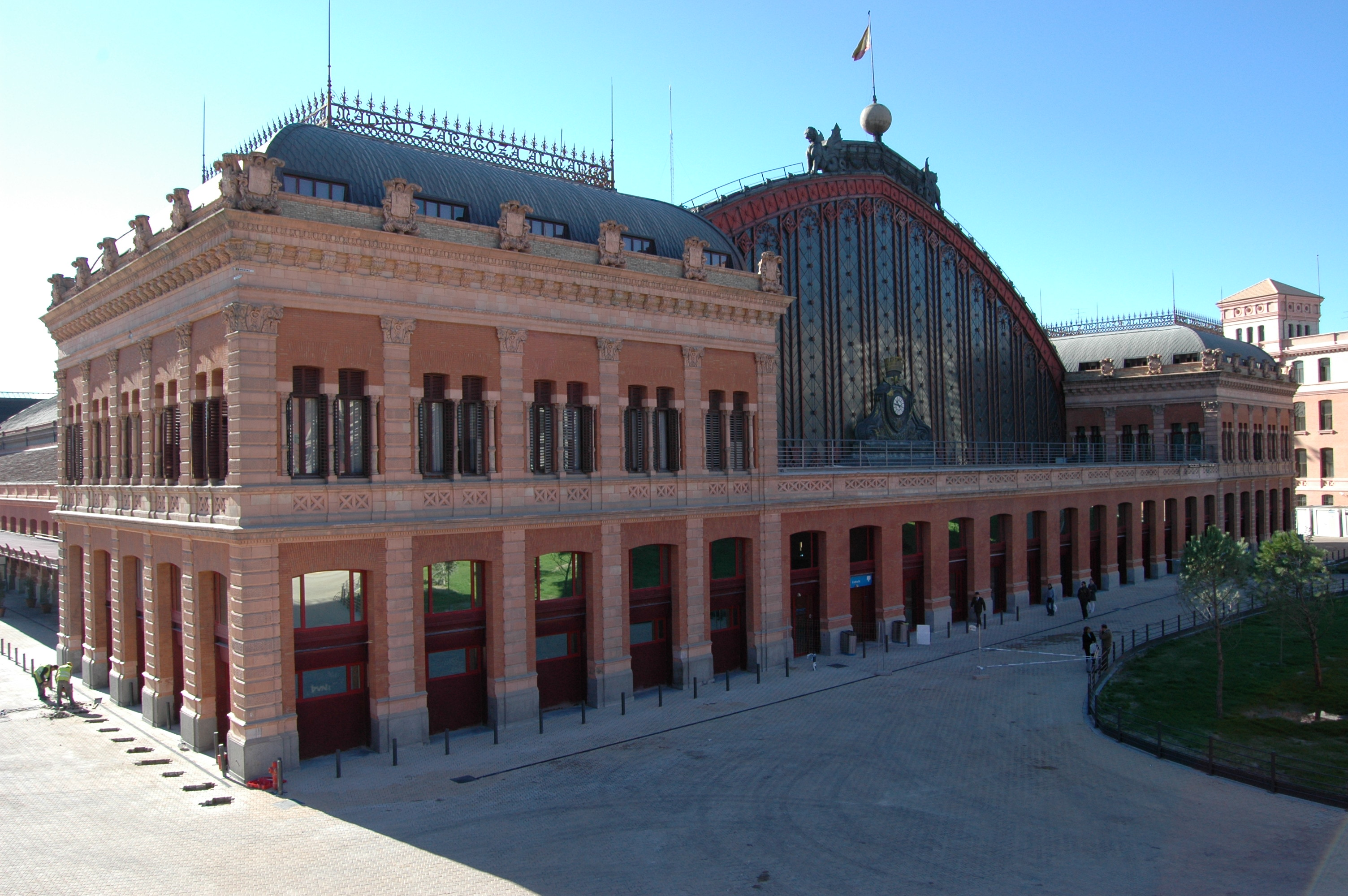
محطة السكة الحديد أتوتشا
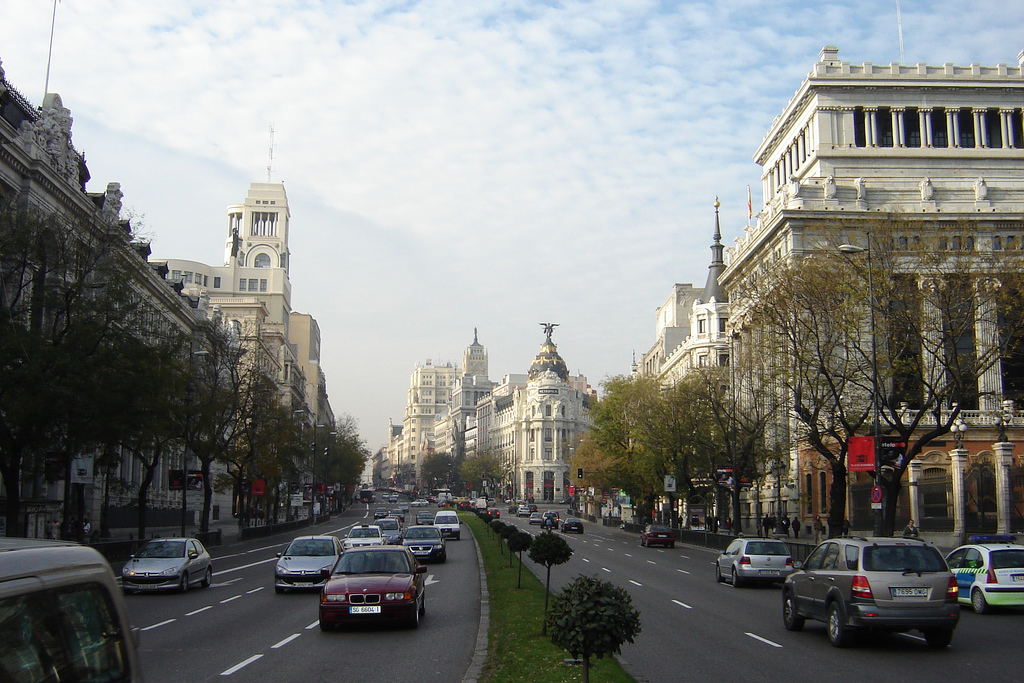
شارع ألكالا -كايي دي ألكالا

القسم الأكبر من مناطق الجذب السياحي في مدريد موجودة في وسط البلد، قلب مدريد هو ميدان بويرتا ديل سول، نقطة البداية لترقيم كل الطرق في البلاد. وميدان بويرتا ديل سول الذي يتفرع منه عشر شوارع مثل شارع الكال من بويرتا ديل سول لشمال شرق المدينة. وبالقرب من بويرتا ديل سول يتواجد ميدان بلازا مايور الشهير.

### العمارة التاريخية
رغم أن موقع مدريد استوطن مرات من عصور ما قبل التاريخ، أول البيانات التاريخية من المدينة من نص القرن التاسع، ما بين 852 و886 لما أمر محمد الأول أمير قرطبة ببناء قصر صغير (ألكاثار) في نفس مكان بالاثيو ريال دي مدريد حالياً. بجوار القصر بني قلعة صغيرة على نهر مانثاناريس Manzanares، اللى سماه المسلمين ماچريط (بالإسبانية: Mayrit) معنى مصدر المياه، وبدورها بقت مجريط Magerit، وفي نهاية المطاف مدريد.
سيطر ألفونسو السادس على القلعة في 1085 في تقدمه لطليطلة وحول المسجد لكنيسة العذراء دي لا المودينا (almudin، حامية أو صومعة)، وحاليا كاتيدرال دي نويسترا سينيورا دي لا ألمودينا. في 1329 كان أول تجمع في مدريد لتقديم المشورة لفرناندو الرابع. وكان اليهود والمسلمين لا زالوا يعيشون في المدينة في مناطقهم الثمانية، التي لا زالت معروفة إلى الآن باسم موريريا "Moreria" حتى تهجيرهم منها.
قصر مدريد الملكي المباني والآثار من باسيو ديل برادو (صالون دل برادو وشارع ألكالا) تستحق إشارة خاصة ومبنية في طراز الباروك الدولي الرصين في عهد ملوك البوربون فيليبى الخامس وكارلوس الثالث.

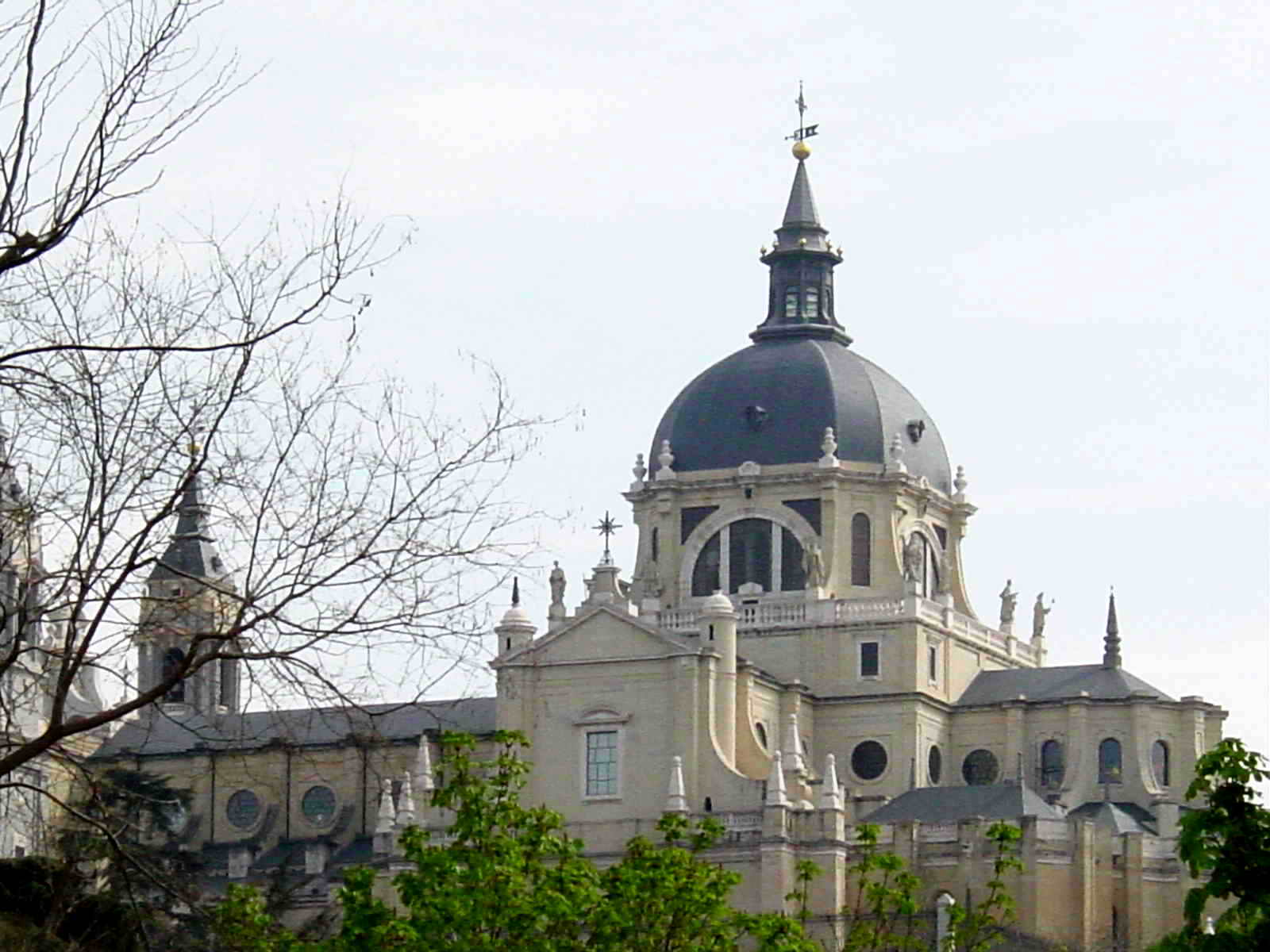
كاتيدرال دي ألمودينا

خطط بناء كاتدرائية جديدة لمدريد مكرسة لعذراء ألمودينا بدأت في القرن السادس عشر، لكن لم يتم بنائه إلا في 1879 م، كان المهندس المعماري فرانسيسكو دى كوبا، الماركيز كوبا اللى صمم الكاتدرائية في إحياء للأسلوب الجرمانى. بناء الكاتدرائية توقف تماماً خلال الحرب الإهلية الإسبانية. وتم التخلي عن المشروع لحد 1950، حينما عدل فرناندو تشيويكا جويتيا خطط دى كوبا للكلاسيكية الجديدة من الخارج من أجل تشابه واجهة البالاسيو ريال الرمادية والبيضاء.
الخطط الأصلية للمنطقة المالية الموجودة في وسط البلد في مدريد بين شوارع رايموندو فرنانديز، ڨاياڨيردى Villaverde، أورينس، الجنرال بيرون وباسيو دي لاكاستييانا اتوافق عليها في 1946. والغرض من الخطة كان خلق كتلة ضخمة من مباني المكاتب الحديثة مع وصلات السكك الحديدية ومترو الأنفاق وتوسيع منطقة في شمال مدريد، مقابل ملعب ريال مدريد (ستاد سانتياجو برنابيو).
منطقة الأعمال كواترو توريس (أربع أبراج) حالياً تحت الإنشاء المنطقة، تتضمن أطول ناطحات السحاب في مدريد وإسبانيا (تورى إسباثيو، توري دي كرستال، تورى ساكير ڨاييايرموسا وتورى كاخا مدريد). وكان متوقع الانتهاء منها بحلول 2008.
صالة المطار رقم 4 في مطار مدريد (مطار باراخاس الدولي)، من تصميم أنطونيو لاميلا وريتشارد روجرز وTPS افتتحت في فبراير 5، 2006 وهي واحدة من أكبر صالات المطارات في العالم من حيث المساحة.
تبلغ مساحة صالة المطار رقم 4 760,000 متر مربع (8180572 قدم مربع). باراخاس مصمم لكي يستقبل 70 مليون راكب سنوياً.

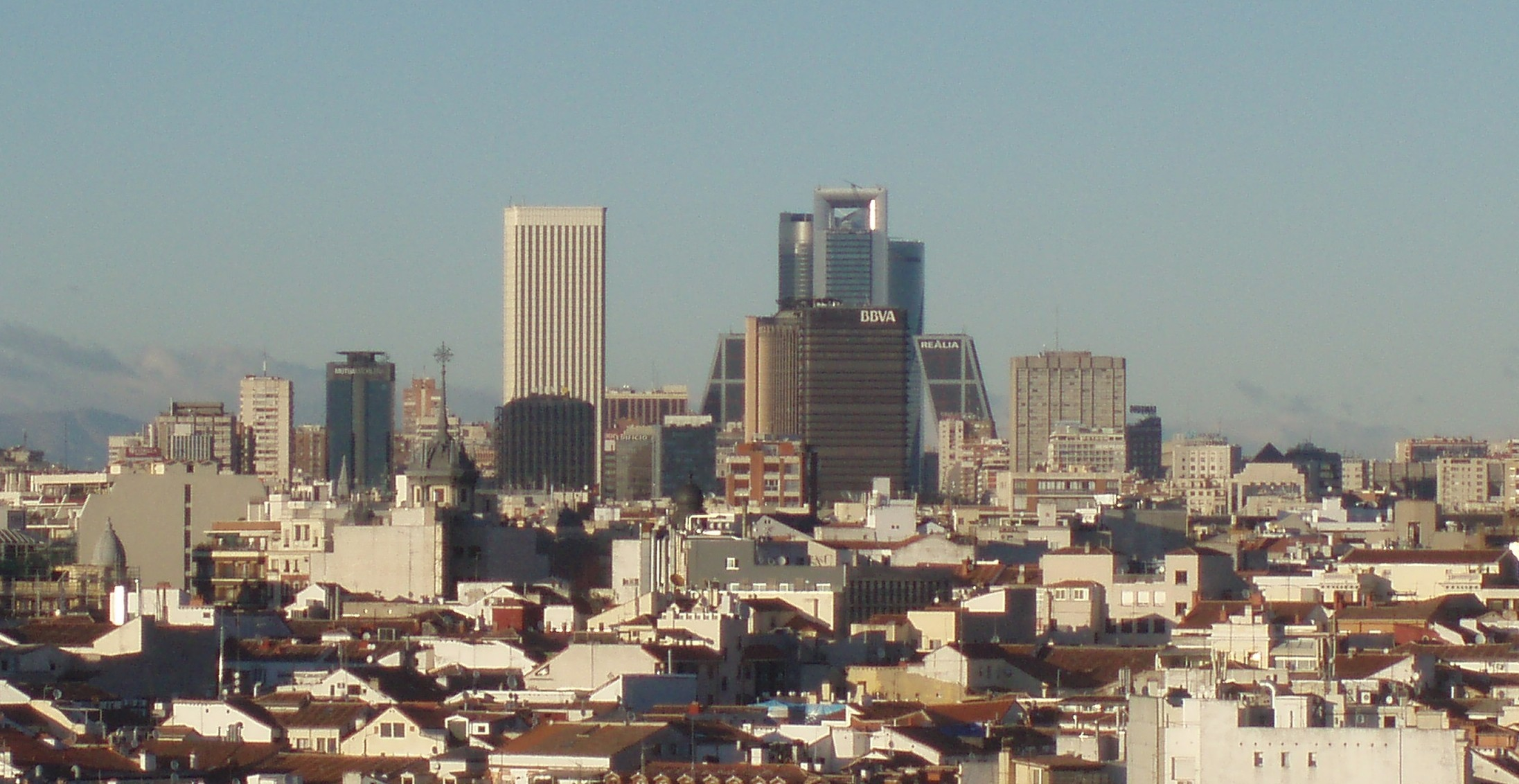
أفق مدريد

## البيئة

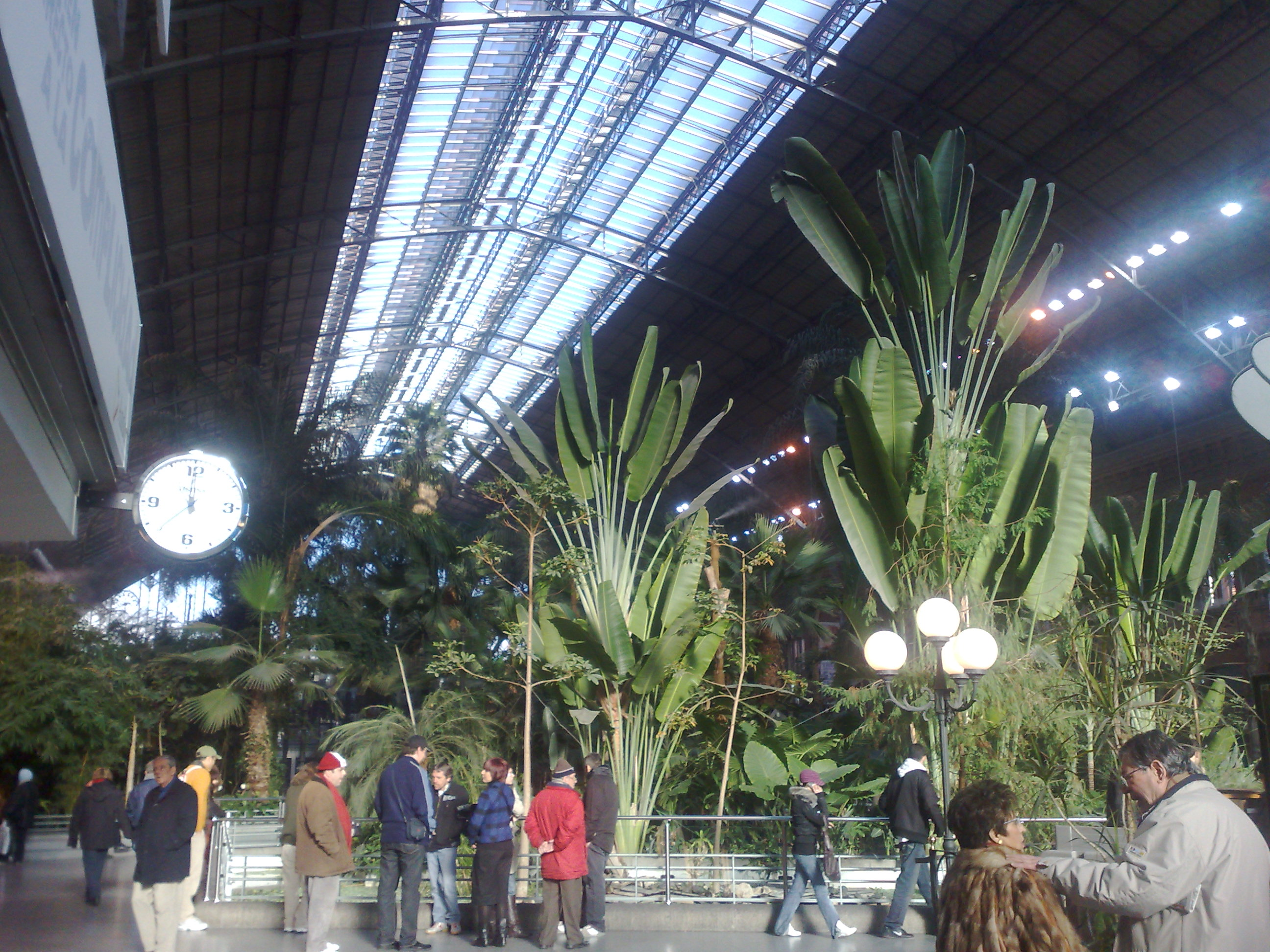
النباتات الاستوائية داخل محطة أتوتشا

مدريد فيها مساحات خضراء وحدائق كثيرة، أكبر حديقة في وسط مدريد هي باركي ديل ريتييرو تمتد للشمال الشرقي من محطة السكة الحديد أتوتشا.
كما يتواجد أيضا في محطة السكة الحديد أتوتشا حديقة بمساحة 4.000 متر مربع من النباتات الاستوائية.
محطة أتوتشا مكان جميل للزيارة فيها أكثر من 500 نوع من الحياة النباتية والبرك، ومتاجر ومقاهي ودرجة الحرارة من 24 درجة مئوية.
حدائق كاسا دي كامبو في المناطق الريفية غرب المدينة أكبر من كل المناطق الخضراء في مدريد. وفيها أرض المعارض، وحديقة الحيوانات في الهواء الطلق، وهناك رحلة تلفريك فوق قمم الأشجار لتمتع بنظرة عامة لحدائق كاسا دي كامبو وللمدينة.
الحديقة النباتية الملكية أو ريال غاردين بوتانيكو افتتحت في القرن التاسع عشر في عهد كارلوس الثالت ملك إسبانيا، كانت تستخدم كقاعدة لأنواع النباتات التي جمعت من كل أنحاء العالم.
والحديقة النباتية الملكية فيها مركز مهم للبحوث كان لتطوير العلاجات العشبية ولإيواء الأنواع التي اجتمعت من كل أنحاء العالم.

## الاقتصاد

### الاقتصاد من العصور الوسطى للقرن العشرين
خلال نهاية العصور الوسطى، شهدت مدريد نمواً كبيراً نتيجة لكونها عاصمة الإمبراطورية الإسبانية. وكمثيلاتها من مدن إمبراطوريات أوروبا كانت الإمبراطورية الإسبانية تابعة لسلطة الملك المركزية، مما يعني كون مدريد أخذت قدراً أكبر من الأهمية باعتبارها مركز لإدارة المملكة الإسبانية. تطورت مدريد حتى تبقى مركز مهم للحرفيين أصحاب الخبرة وفي نهاية المطاف مركز مهم لنشاط الثورة الصناعية خلال القرن
التاسع عشر.
حققت مدريد خطوات أكبر في التوسع خلال القرن العشرين، خصوصا بعد الحرب الأهلية الإسبانية، والوصول لمستويات التصنيع في العواصم الأوروبية الأخرى.
تركز اقتصاد المدينة على مختلف الصناعات التحويلية مثل الصناعات المتعلقة السيارت، والطائرات، المواد الكيميائية، والأجهزة الإلكترونية، والمستحضرات الصيدلانية والأغذية المجهزة، والمواد المطبوعة، والسلع الجلدية.

### الاقتصاد من 1992 إلى 2006

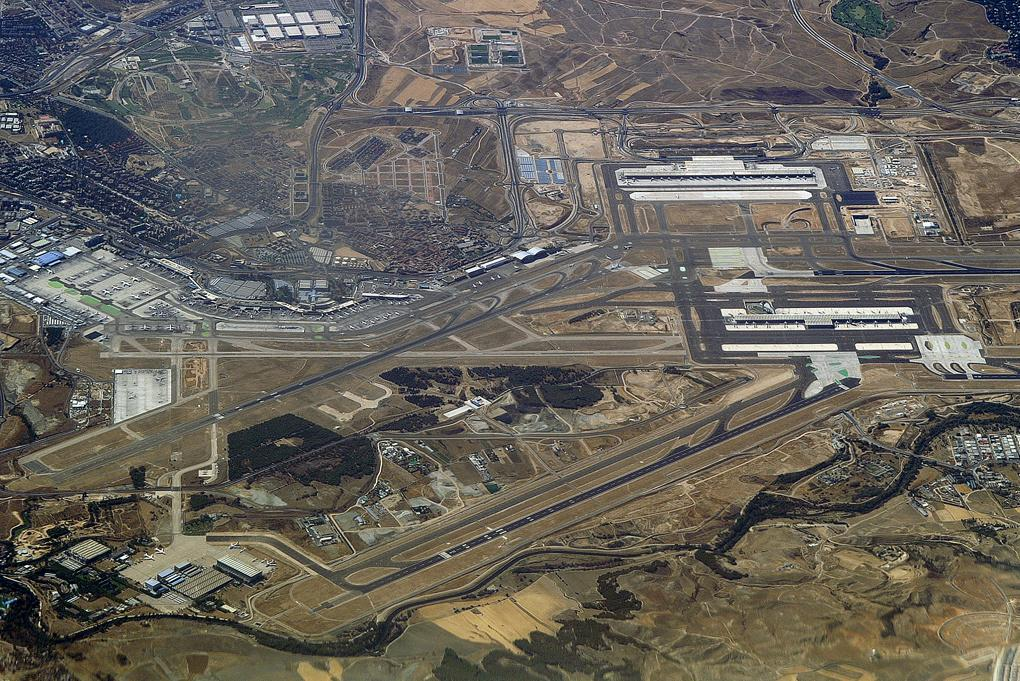
نظرة شاملة على مطار باراخاس

مدريد هي مركز رئيسي للأعمال التجارية والتجارة الدولية. وواحدة من أكبر المراكز المالية في أوروبا وأكبر المراكز المالية في إسبانيا. وخلال الفترة من 1992 إلى 2006، شهدت مدريد نمو كبير جداً في قطاع الخدمات أهمية مطار باراخاس لاقتصاد المدينة كبيرة. بناء المساكن والأشغال العامة كشبكة القطرات والطرق الدائرية، الذي يشكل دعامة رئيسية للاقتصاد حتى 2006.
حين أصبحت إسبانيا لا مركزية سياسية. أخدت مدريد صورة إدارية أصغر بالمقارنة مع بقية مناطق الدولة الإسبانية. ومع ذلك، منطقة مدريد (تركزت على مدينة مدريد) حققت أعلى معدلات النمو في إسبانيا مقارنةً مع باقي المناطق الإسبانية بين 2004 إلى 2006. معدل نمو منطقة مدريد كان أعلى من معدل نمو البلد ككل بحوالي 1.4% خلال الفترة 2000-2006، وأعلى من معدل نمو منطقة اليورو بنسبة 13%.

## السكان

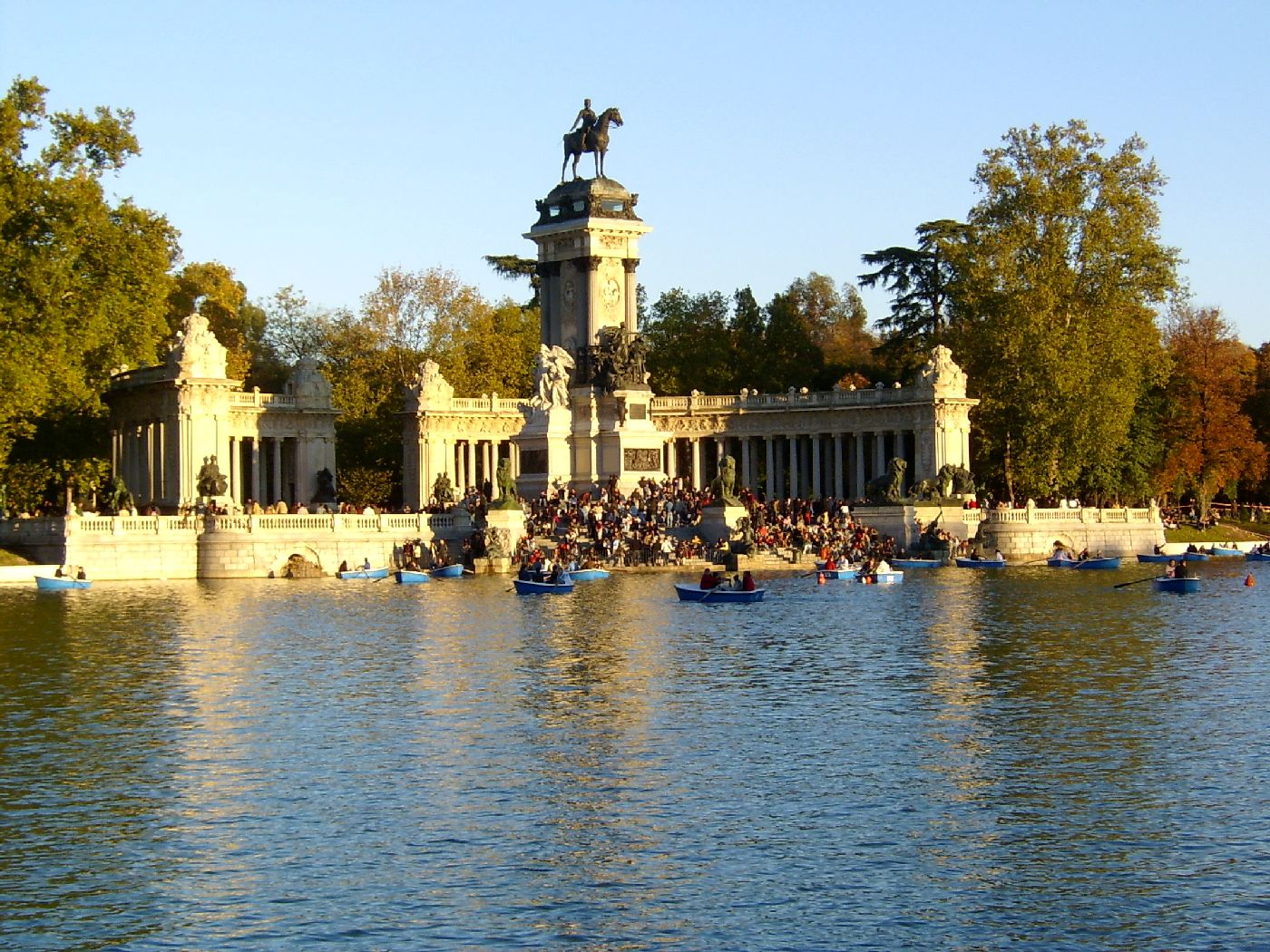
نصب تذكاري لألفونسو ألاتناشر في باركي ديل ريتييرو

يطلق على سكان مدريد اسم مدريلينوس (Madrileños)، للمذكر مدريلينيو (Madrileño)، وللمؤنث مدريلينيا (Madrileña).
عدد سكان مدريد شهدت نمواً بعد أن نقل فيليبي الثاني ملك إسبانيا (1527-1598) في 1561 الحكم إلى مدريد واستقر عدد سكان مدريد عند حوالي 3 ملايين من منذ السبعينيات من القرن الماضي، وحالياً يبلغ تعداد السكان 6.54 مليون نسمة في مدريد وضواحيها.
مدينة مدريد كعاصمة إسبانيا، جذبت إليها الكثير من المهاجرين من جميع أنحاء العالم. فبالإضافة إلى سكانها الإسبان البالغ عددهم 83.8% من السكان فإن المدينة يقطنها العديد من المهاجرين الوافدين من أمريكا اللاتينية، أوروبا، آسيا، وشمال أفريقيا وغرب أفريقيا وهم يمثلون 16.2% من إجمالي سكان مدريد (2007).

## التعليم
التعليم في مدارس الدولة مجاني في إسبانيا، وإلزامي في الفترة من 6 ل 16 سنة.

### مستويات
1. من 3 ل 6 سنوات: إيديوكاثيون إينفانتيل Educación Infantil (إعداد للمدرسة الابتدائية).
2. في الفترة من 6 ل 12 سنة: التعليم الابتدائي Educación Primaria (المدرسة الابتدائية)، سنوات 1°، 2°، °، 4°، 5° و6°.
3. في الفترة من 12 ل 16 سنة: إيديوكاثيون سيكونداريا أوبليجاتوريا Educación Secundaria Obligatoria (مدرسة متوسطة الإلزامية)، سنوات 1°، 2°، 3°، 4°
4. في الفترة من 16 ل 18 سنة: البكالوريا Superior Bachillerato (مدرسة الثانوية الإلزامي)، السنوات 1°، 2°.

الأطفال من 3 إلى 5 سنوات في إسبانيا عندهم اختيار لحضور إيديوكاثيون إينفانتيل Educación Infantil (المعروفة prescolar) أو حضور مرحلة قبل المدرسة، ليست إلزامية لكن مجانية لكل الطلاب. إيديوكاثيون إينفانتيل يعتبر جزء أساسي من النظام التعليمى وفيه فصول إينفانتيل في كل مدرسة ابتدائية تقريبا وفيه كمان بعض مدارس ايديوكاثيون اينفانتيل (مدارس حضانة) منفصلة.
الطلبة الأسبان في متوسط أعمار ما بين 6 إلى 16 سنة يتوجب عليهم حضور التعليم الابتدائي والمدارس الثانوية (المعهد)، وهو إلزامى ومجانى.

### الجامعات

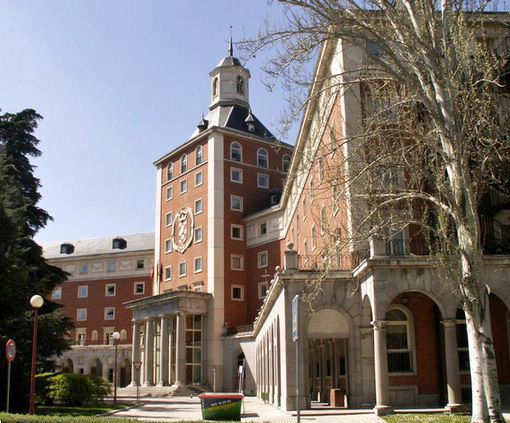
جامعة كومبلوتنسا دى مدريد

يتواجد في مدريد عدد كبير من الجامعات العامة والخاصة، بعضها من بين أقدم الجامعات في العالم.
جامعة مدريد هي واحدة من أرقى الجامعات في إسبانيا. والأولى في المركز العام للجامعات في إسبانيا، وابتدائة بقيادة عالم الفيزيا المشهور، نيكولاس كابريرا.
جامعة مدريد مشهورة بابحاث الفيزياء النظرية ومعروفة ببساطة ب (لا أوتونوما la Autónoma). موقع لا أوتونوما الرئيسي هو الحرم الجامعي، على بعد 10 ميلا (16 كم) شمال شرق مدريد العاصمة وبالقرب من المناطق البلدية لمدريد الكوبنداس وسان سيباستيان دى لوس رييس. موقع لا أوتونوما الرئيسي فيه كليات العلوم والفلسفة والفنون الجميلة والقانون والعلوم الاقتصادية ودراسات الأعمال، وعلم النفس، والمدرسة العليا لعلوم الكمبيوتر والهندسة، وكلية لتدريب المعلمين والتعليم. كلية الطب لا تقع في الموقع الرئيسى بل تتواجد بجانب مستشفي لاباز الجامعى.
جامعة أخرى مهمة هي لا يونيڨيرسيداذ كومبلوتنسا دى مدريد أكبر جامعة في إسبانيا وواحدة من أقدم الجامعات في العالم. يتواجد فيها (117.000) طالب و (10.000) من أعضاء هيئة التدريس والموظفين وتقريبا كل أعضاء هيئة التدريس من الإسبان.
جامعة كمبلوتنسي بمدريد تأسست في ألكالا دى إيناريس على يد الكاردينال فرانثيسكو خيمينيث دي ثيسنيروس في 1499 م لكن الأصل الحقيقي يرجع تاريخها ل 1293، لما الملك سانشو الرابع ملك كاستيا بنا مدارس ألكالا العامة اللى بقت جامعة كومبلوتنسا على يد سيسنيروس أثناء 1509-1510 كان فيه خمس مدارس (كليات) بالفعل: أخبار وإعلام (فنون وفلسفة)، Teología (اللاهوت)، Derecho Canónico (قانون مدني)، Letras (الآداب) والطب. وفي 1836، في عهد إيزابيل الثانية ملكة إسبانيا، اتنقلت الجامعة لمدريد تحت اسم الجامعة المركزية (سويداذ يونيڨيرسيتاريا) وكانت في شارع سان برناردو. في 1927 م كان متخطط يتبنى حرم جامعى في منطقة مونكلاو-الاڨاكا على أراضي سلمها ألفونسو الثالث عشر ملك إسبانيا لهذا الغرض لكن الحرب الأهلية الإسبانية حولت «سويداد يونيڨيرسيتاريا» لمنطقة حرب، وتسببت في تدمير العديد من المدارس (الكليات) في المنطقة.في 1970 م قامت الحكومة بإصلاح التعليم العالي، والجامعة المركزية (سويداذ يونيڨيرسيتاريا) وصارت جامعة كومبلوتنس بمدريد (يونيڨيرسيداذ كومبلوتنسا دى مدريد).
ومن جامعات مدريد أيضا جامعة ألكالا دى إيناريس أعيد بنائها قلعة إيناريس في 1975 م جامعة مدريد التقنية، نتيجة دمج المدارس الفنية المختلفة من الهندسة، جامعة كارلوس التالت، ذات فكر حر مسؤول مع الحساسية للمشاكل الاجتماعية والمشاركة في مفهوم التقدم على أساس الحرية والعدالة والتسامح وجامعة بونتيفيكا كاميياس Pontificia Comillas، المشاركة في عدد من برامج التبادل الأكاديمي والعمل والأساليب والخطط والمشاريع الدولية مع أكتر من 200 مؤسسات التعليم العالى في أوروبا، وأمريكا اللاتينية وأمريكا الشمالية وآسيا.
من الجامعات في مدريد: جامعة الملك خوان كارلوس (العامة)، والجامعات الخاصة جامعة ألفونسو العاشر، وجامعة أنطونيو دى نابريخا، جامعة كاميلو خوسيه سيلا، جامعة فرانسيسكو دي فيتوريا، جامعة مدريد Europea، جامعة سالامانكا كامبوس دي مدريد، وجامعة سانت لويس (مدريد الحرم الجامعي)، وجامعة سان بابلو وحدة التقييم المركزية.

## النقل

### النقل الجوي

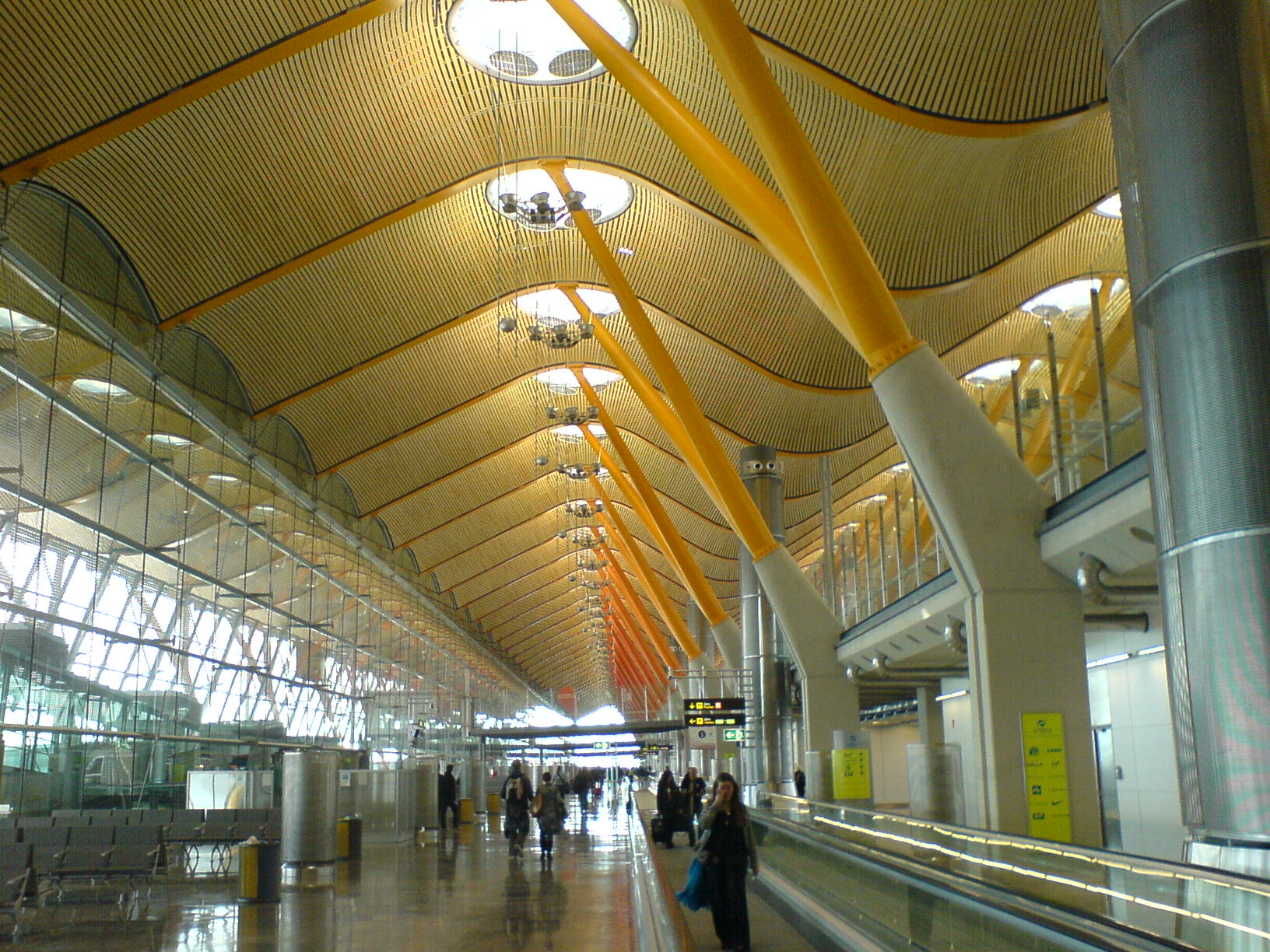
مطار باراخاس

مطار مدريد هو مطار باراخاس الدولي. باراخاس هو المحور الرئيسي لطيران إيبيريا. وبالتالي باراخاس هو البوابة الرئيسية لشبه الجزيرة الإيبيرية من أوروبا وأمريكا وبقية العالم. مجموع الركاب حالياً أكثر من 52 مليون مسافر سنويا، وهذا يجعل من مطار باراخاس واحد من أكبر 10 مطارات العالم في الازدحام.
وبسبب الزيادة السنوية في عدد المسافرين القريبة من 10% أنشئت محطة جديدة رابعه (صالة المطار رقم 4) وتسبب هذا في عمل انخفاض كبير في حالات التأخير وزود القدرة الاستيعابية للمطار لأكتر من 70 مليون مسافر في السنة وبني مدرجين جديدين للمطار ليرتفع عدد مدرجات مطار باراخاس إلى 4 مدرجات.
وفي 2007 أعلن مستشار النقل لمجتمع مدريد، مانويل لاميلا أن مدريد سيخدمها مطارين جديدين ومن المتوقع افتتاحهما في 2016، الأول سيتواجد في كامبو ريال، وسيكون في البداية مخصصاً لرحلات الشحن الجوي، وأيضاً كمركز للطيران منخفض التكلفة، والثاني من المتوقع بناءه في البلدين من بلديات ال ألامو وناڨالكارنيرو Navalcarnero، ووسيستضيف الرحلات التي تستعمل مطار كواترو حالياً.

### سكك حديد الوطنية
محطات السكة الحديد الرئيسية في مدريد هي أتوتشا في الجنوب وتشامارتين Chamartín في الشمال. وأهم مشروعات البنية التحتية الأسبانية خلال العشر سنين القادمة هو بناء شبكة سكة السرعة العالية الحديد.

## المناطق التجارية
مدينة مدريد، تعتبر واحده من عواصم الأزياء الأوروبية، متاجر التجزئة موجودة في كل أنحاء المدينة، والعديد منها له مركز في المنطقة التجارية المشهورة بالقرب من بويرتا ديل سول.

## الفنون والثقافة

### الأحداث الثقافية
في أواخر مايو ومطلع يونيو، من كل سنة، معرض الكتاب في مدريد في باركي دل ريتييرو.

### الأدب والموسيقى والأفلام
فيه إشارات قليلة لمدريد في أدب القرون الوسطى وفيه إشارات كثيرة لمدريد في أدب القرن الذهبي.

## الرياضة

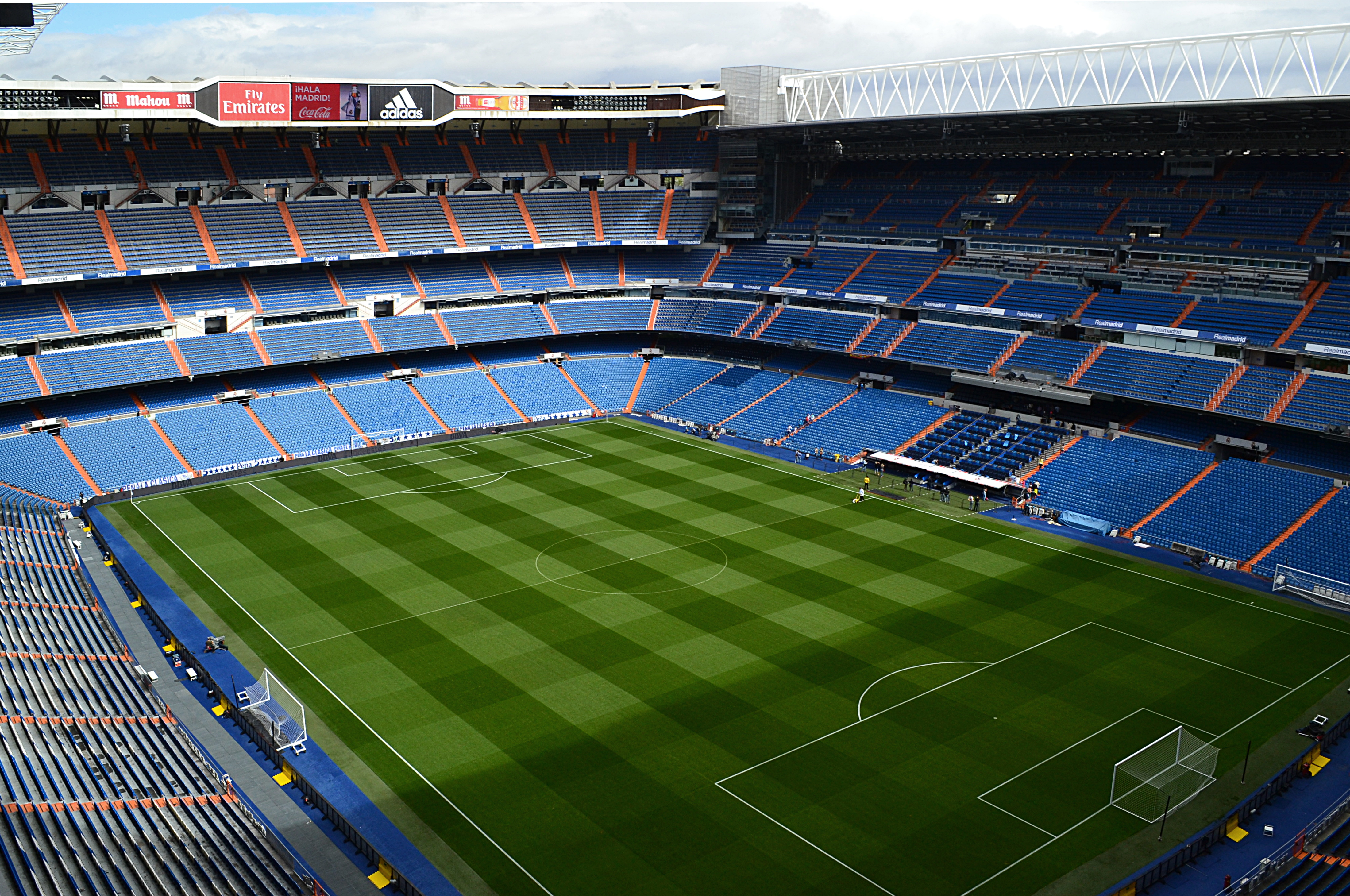
ملعب ريال مدريد (سانتياغو بيرنابيو)

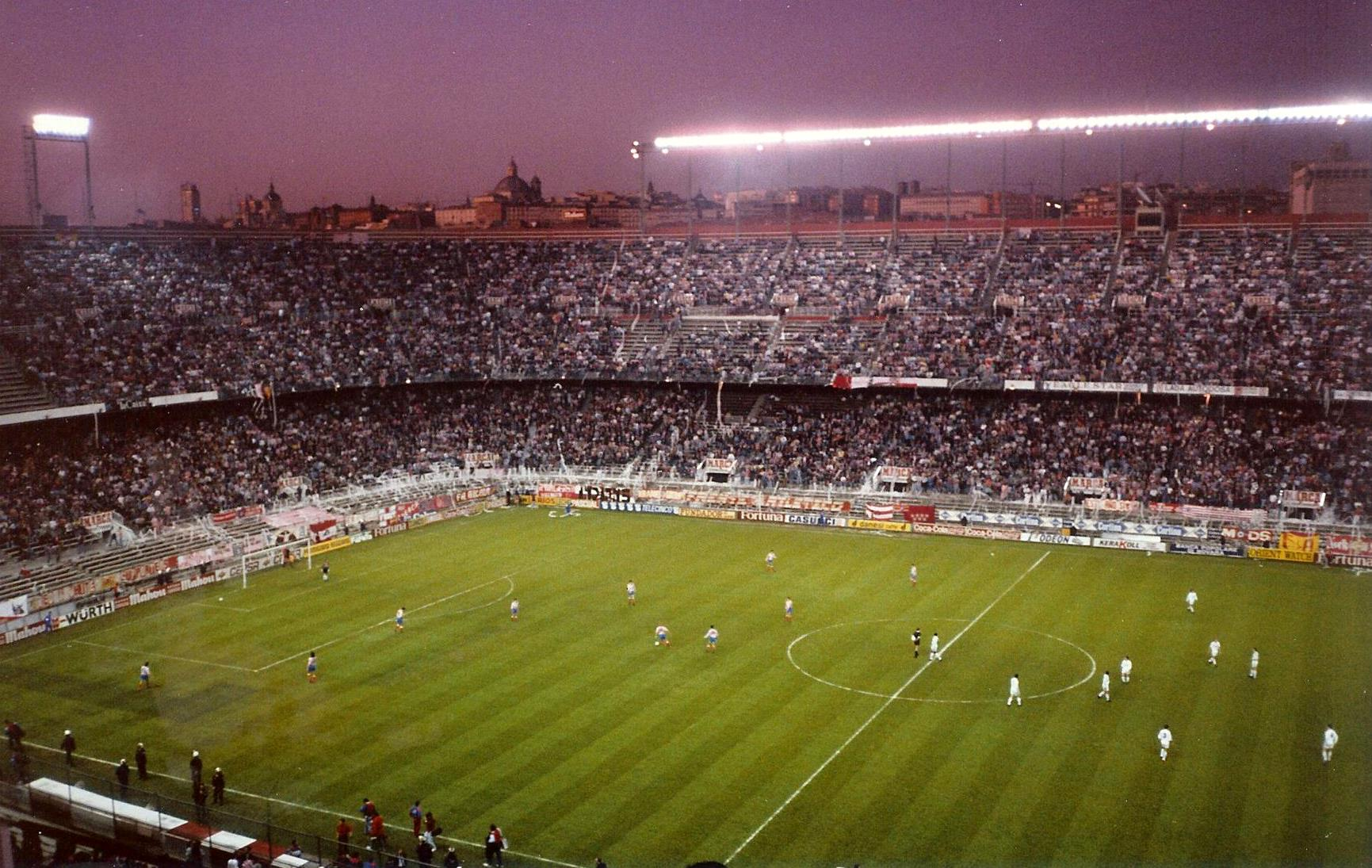
ملعب اتيلتيكو مدريد السابق (فيسينتي كالديرون)

مدريد هي مقر نادي ريال مدريد وملعبه سانتياغو بيرنابيو ومنافس ريال مدريد من المدينة نفسها أتلتيكو مدريد وملعبه واندا ميتروبوليتانو. والفريقان يلعبان في الدوري الإسباني. مكانة مدريد الرياضية ظهرت من خلال استضافتها سنة 1982 المباراة النهائية لكأس العالم التي نظمها الفيفا (الاتحاد الدولي لكرة القدم).
مدريد واحدة من أربع مدن في أوروبا مع برشلونة، وغلاسكو ولشبونة منح الاتحاد الأوروبي لكرة القدم 5 نجوم لملعبين فيهم: ملعب ريال مدريد سانتياغو بيرنابيو وملعب أتليتيكو مدريد السابق فيسينتي كالديرون لأن الملعبين طابقا المعايير.
| النادي               | اللعبة    | الدوري           | الملعب                 |
| -------------------- | --------- | ---------------- | ---------------------- |
| ريال مدريد           | كرة القدم | لا ليغا          | سانتياغو بيرنابيو      |
| أتلتيكو مدريد        | كرة القدم | لا ليغا          | واندا ميتروبوليتانو    |
| خيتافي               | كرة القدم | لا ليغا          | كوليزيوم ألفونسو بيريز |
| رايو فاليكانو        | كرة القدم | لا ليغا          | تيريسا ريفيرو          |
| ريال مدريد (كرة سلة) | كرة سلة   | ليغا دي أي ثي بي | بالاثيو فيستاليغري     |
| ثي بي إستوديانتيس    | كرة سلة   | ليغا دي أي ثي بي | مدريد أرينا            |

أفضل وأشهر لاعبي كرة القدم الإسبان المعروفين قدموا من مدريد (مدريليين Madrileños)، بما فيهم أسطورة ريال مدريد الإسباني إيميليو بوتراغينيو ولاعب ليفربول خوسيه مانويل رينا وفرناندو توريس وقدامى اللاعبين في ريال مدريد راؤول غونزاليس وإيكر كاسياس.
ويوجد في المدينة فريقان من فرق رابطة الاندية لكرة السلة، وحلبة لرياضة سباق السيارات التي استضافت قبل هذه المرة سباق إسبانيا في الفورمولا وان (Formula 1). وتاريخياً مدريد تستضيف المرحلة الأخيرة من سباق الدراجات فويلتا دي إسبانيا كل سنة، كما أن باريس تستضيف المرحلة الأخيرة من سباق الدراجات تور دى فرانس كل سنة.
يمكن ممارسة التزحلق على الثلوج في الجبال القريبة من مدريد «سييرا دى غواداراما» التي تتواجد فيها منتجعات التزلج «ناڨاثيررادا» و«ڨالديسكي» Valdesqui، Navacerrada.
المدينة حاولت استضافة دورة الألعاب الأولمبية الصيفية عام 1972 وخسرت لصالح ميونيخ وسنة 2012، وخسرت من لندن على التوالي. ومع ذلك، مدريد حاليا تحاول أن تستضيف دورة الألعاب الأولمبية الصيفية2020.

## المدن التوأم
قائمة المدن التوأم مع مدريد
| - أسنسيون، باراغواي - بكين، الصين - برلين، ألمانيا - بروكسل، بلجيكا - بوجوتا، كولومبيا - كاراكاس، فينزويلا - هافانا، كوبا. - ليما، بيرو - لشبونة، البرتغال - مكسيكو سيتي، المكسيك | - ماناجوا، نيكاراغوا - مانيلا، الفلبين - مونتيفيديو، الأوروغواي - الرباط، المغرب - موسكو، روسيا - نيويورك، الولايات المتحدة الأمريكية - نواكشوط، موريتانيا - كيوتو، إكوادور - سانتو دومينغو، جمهورية الدومينيكان - سراييفو، البوسنة والهرسك - تيجوسيجالبا، هندوراس - وارسو، بولندا |

## اقرأ أيضا
- كوستا بسكا